# Okon wad Tugo
Okon Tugo Tokot
Okon wad Tugo (ou Okon, fils de Tugo, fils de Tokot) est le onzième souverain du peuple Shilluk, une ethnie africaine du Soudan du Sud fondée par le demi-dieu Nyikang. Il a exercé son pouvoir entre 1710 et 1715 ; ces dates sont approximatives faute de sources écrites (pour cette période seule la tradition orale peut être évoquée comme source historique).

## Règne
Le roi Tugo eut deux fils qui rivalisèrent pour lui succéder ; Nyadwai et Okon. Le prince Okon était aimé par le peuple à cause de sa grande affabilité, cependant, le prince Nyadwai était le favori de leur père Tugo et, il était convenu qu'il devait lui succéder. Le peuple Shilluk avait comblé Okon de nombreuses richesses. Comme le roi Tugo craignait que son favori ne fut pas choisi en tant que successeur, il décida durant une absence d'Okon de lui dérober toutes ses vaches (la principale richesse du peuple Shilluk) afin de le discréditer. Mais comme le peuple était du côté d'Okon, les Shilluk lui en offrirent d'autres et son prestige en fut renforcé. Alors que Tugo sentit venir sa mort, il convoqua les anciens du royaume et leur dit de choisir l'un de ses fils en tant que successeur. Les anciens élurent Okon. Tugo le fit venir à lui puis le maudit en lui prédisant un règne bref. Effectivement, Okon ne régna que quelques années. Il est enterré dans son village natal de Fabur (près de Lul) où se trouve un temple funéraire en son honneur.